# Баук, Жанна
Жанна Мария Шарлотта Баук (швед. Jeanna Maria Charlotta Bauck; 19 августа 1840, Стокгольм — 27 мая 1926, Мюнхен) — шведско-немецкая художница-пейзажистка.

## Биография и творчество
Жанна Баук родилась и выросла в Стокгольме. Её родителями были Карл Вильгельм Баук, преподаватель музыки и музыкальный критик немецкого происхождения, и шведка Доротеа Ханссон. Музыкант и художница Жанна Окерман (урождённая Баук) приходилась ей тётей. В 1863 году Жанна переехала в Германию, где училась у выдающихся преподавателей того времени: вначале в Дрездене у Адольфа Эрхардта, потом в Дюссельдорфе у Альберта Фламма, затем в Мюнхене у Юзефа Брандта и Дитриха Лангко.
В Мюнхене Жанна познакомилась с художницей Бертой Вегманн, которая стала её подругой. Обе эмансипированные женщины вместе снимали комнату, пользовались общей мастерской и неоднократно писали портреты друг друга. В частности, к этому периоду относится картина Жанны Баук «Берта Вегманн, пишущая портрет» (1870, Национальный музей), на которой Вегманн изображена за мольбертом, спиной к зрителю, погружённой в работу над портретом сидящего в кресле мужчины. Критики отмечают, что в этой картине перевёрнуты традиционные роли, при которых взгляд мужчины направлен на женщину-объект.
В 1880 году Баук и Вегманн переехали жить в Париж. Обе художницы выставляли свои работы в Парижском салоне. В 1881 году Берта Вегманн написала известный портрет Жанны Баук. Открытая, уверенная в себе женщина прямо и смело смотрит на зрителя. Рядом с ней изображены атрибуты её профессии — палитра и кисти. В руках Жанна держит книгу — символ интеллектуальности; за её спиной виднеются парижские крыши.
В 1882 году Баук вернулась в Мюнхен, где открыла школу для женщин-художниц. Затем, с 1897 по 1904 год, она жила в Берлине, где также преподавала в художественной школе для женщин — так называемом «Объединении берлинских художниц». Одной из её учениц была Паула Модерзон-Беккер, чрезвычайно ценившая свою учительницу и восхищавшаяся ей. Наряду с преподаванием Баук продолжала писать, преимущественно пейзажи и портреты.
Жанна Баук неоднократно выставляла свои работы в Стокгольмской академии искусств, участвовала в международных выставках, включая Всемирную выставку 1893 года. Художница умерла в Мюнхене в 1926 году.